# Dasineura tubicoloides
Dasineura tubicoloides är en tvåvingeart som beskrevs av Gagne 2004. Dasineura tubicoloides ingår i släktet Dasineura och familjen gallmyggor. Inga underarter finns listade i Catalogue of Life.